# Caroline Jensen
Caroline Jensen (* um 1947, verheiratete Caroline Hein) ist eine ehemalige US-amerikanische Badmintonspielerin. 

## Karriere
Caroline Jensen gewann 1963 den Weltmeistertitel für Damenmannschaften mit dem US-Team. Drei Jahre später wurde sie Vizeweltmeisterin. 1964 siegte sie bei den offen ausgetragenen US-Meisterschaften im Damendoppel mit Tyna Barinaga. 1965 war sie bei den Canadian Open erfolgreich. 1970 und 1971 siegte sie bei den US-Einzelmeisterschaften, im letztgenannten Jahr auch bei den südafrikanischen Meisterschaften.

## Sportliche Erfolge
| Saison | Veranstaltung                 | Disziplin   | Platz | Name                            |
| ------ | ----------------------------- | ----------- | ----- | ------------------------------- |
| 1963   | Uber Cup                      | Damenteam   | 1     | USA                             |
| 1964   | US Open                       | Damendoppel | 1     | Tyna Barinaga / Caroline Jensen |
| 1965   | Canadian Open                 | Damendoppel | 1     | Tyna Barinaga / Caroline Jensen |
| 1966   | Uber Cup                      | Damenteam   | 2     | USA                             |
| 1970   | US-Meisterschaft              | Damendoppel | 1     | Tyna Barinaga / Caroline Jensen |
| 1971   | Südafrikanische Meisterschaft | Damendoppel | 1     | Pam Stockton / Caroline Hein    |
| 1971   | US-Meisterschaft              | Damendoppel | 1     | Carlene Starkey / Caroline Hein |